# Вязовая (станция)
Вя́зовая — железнодорожная станция Златоустовского региона Южно-Уральской железной дороги, находящаяся в посёлке Вязовая Усть-Катавского городского округа Челябинской области.
Станция является узловой, от неё отходит ветка на Катав-Ивановск. По характеру основной работы является участковой, по объёму выполняемой работы отнесена к 3 классу. На станции расположены локомотивное депо, дистанция пути, узел связи, пункт технического осмотра вагонов.

## История
Станция появилась в 1882 году на 791 версте от Самары при строительстве Самаро-Златоустовской железной дороги для обслуживания металлургических предприятий. Тогда же на станции было построено одноэтажное здание вокзала. Он сохранился до наших дней и является памятником архитектуры XIX века. Автор проекта неизвестен. Наружная облицовочная кладка стен признана замечательным образцом русской архитектуры конца XIX — начала XX века. Некоторое время большую часть вокзала занимал ресторан, который в конце 1960-х годов был закрыт. В 2005 году закончилась реконструкция. Полностью обновили интерьер, зал ожидания, кассы и служебные помещения. Внешний облик здания и элементы декора остались в первозданном виде. Вокзал вмещает до ста человек.
В начале XX века на станции построено локомотивное депо. В 1970-х годах на станции имелись пункт технического осмотра вагонов, локомотивное депо, дистанция пути, узел связи, больница, товарная и багажная контора.

## Поезда дальнего следования
На станции останавливается большинство дальних поездов среди которых № 013/014 «Южный Урал» Челябинск — Москва.
По графику 2020 года через станцию курсируют следующие поезда дальнего следования:

### Круглогодичное движение поездов
| № поезда        | Маршрут движения           | № поезда        | Маршрут движения           |
| --------------- | -------------------------- | --------------- | -------------------------- |
| 11              | Владивосток — Самара       | 12              | Самара — Владивосток       |
| 13 «Южный Урал» | Челябинск — Москва         | 14 «Южный Урал» | Москва — Челябинск         |
| 59              | Новокузнецк — Кисловодск   | 60              | Кисловодск — Новокузнецк   |
| 83              | Караганда — Москва         | 84              | Москва — Караганда         |
| 87              | Нижневартовск — Самара     | 88              | Самара — Нижневартовск     |
| 97              | Тында — Кисловодск         | 98              | Кисловодск — Тында         |
| 101             | Нижневартовск — Пенза      | 102             | Пенза — Нижневартовск      |
| 127             | Красноярск — Адлер         | 128             | Адлер — Красноярск         |
| 129             | Красноярск — Анапа         | 130             | Анапа — Красноярск         |
| 133             | Томск — Анапа              | 134             | Анапа — Томск              |
| 141             | Екатеринбург — Симферополь | 142             | Симферополь — Екатеринбург |
| 143             | Нижневартовск — Уфа        | 144             | Уфа — Нижневартовск        |
| 147             | Нижневартовск — Астрахань  | 148             | Астрахань — Нижневартовск  |
| 317             | Караганда — Барановичи     | 318             | Барановичи — Караганда     |
| 331             | Новый Уренгой — Уфа        | 332             | Уфа — Новый Уренгой        |
| 351             | Приобье — Уфа              | 352             | Уфа — Приобье              |
| 373             | Тюмень — Махачкала         | 374             | Махачкала — Тюмень         |
| 391             | Челябинск — Москва         | 392             | Москва — Челябинск         |

### Сезонное движение поездов
| № поезда | Маршрут движения         | № поезда | Маршрут движения         |
| -------- | ------------------------ | -------- | ------------------------ |
| 205      | Иркутск — Анапа          | 206      | Анапа — Иркутск          |
| 229      | Северобайкальск — Анапа  | 230      | Анапа — Северобайкальск  |
| 235      | Тында — Анапа            | 236      | Анапа — Тында            |
| 243      | Новокузнецк — Анапа      | 244      | Анапа — Новокузнецк      |
| 289      | Екатеринбург — Анапа     | 290      | Анапа — Екатеринбург     |
| 425      | Челябинск — Калининград  | 426      | Калининград — Челябинск  |
| 455      | Челябинск — Новороссийск | 456      | Новороссийск — Челябинск |
| 457      | Челябинск — Анапа        | 458      | Анапа — Челябинск        |
| 477      | Челябинск — Адлер        | 478      | Адлер — Челябинск        |

## Пригородное сообщение
В направлении Златоуста следуют 4 пары электропоездов в день, из которых до Челябинска две — дневная и ночная, в направлении Кропачёво — 6 пар в день (из них 3 по маршруту Вязовая —Кропачёво).

## Известные работники
Алексей Степанович Головин (1 января 1912 — 5 мая 1981) — командир отделения 63-го отдельного лыжного батальона 3-й ударной армии Калининского фронта, сержант, Герой Советского Союза. В 1939 году работал путеобходчиком на железнодорожной станции Вязовая.